# Wolfgang Thomas Rau
Wolfgang Thomas Rau (* 11. Dezember 1721 in Ulm; † 5. Juli 1772 in Geislingen an der Steige) war ein deutscher Amtsarzt und wissenschaftlicher Schriftsteller. In seinen Schriften trat er für die ärztliche Überwachung und gesundheitliche Aufklärung der Bevölkerung sowie die Überwachung des Apothekerwesens ein. In diesem Zusammenhang prägte er als erster den Begriff der Medicinischen Policey für die staatliche Gesundheitspflege.

## Leben
Wolfgang Thomas Rau wurde als Sohn des Ratskonsulenten David Wilhelm Rau in Ulm geboren. Nach seinem Medizinstudium in Altdorf bei Nürnberg, das er mit dem Doktortitel abschloss, wurde er 1742 Stadtphysicus in Ulm. Im Jahr 1747 übernahm er die Amtsarztstelle in Geislingen an der Steige. Ab 1751 wurde er auf Bitten kurbayrischer Räte Amtsarzt in den einst helfensteinischen Orten und 1769 Leibarzt des Barons Maximilians von Rechberg und seiner Familie.

## Werk und Ehrungen
Neben seiner Tätigkeit als Amtsarzt verfasste er 35 Schriften zu medizinischen Themen. In seiner Doktorarbeit beschäftigte er sich mit Muttermalen. Danach untersuchte er die Ausbreitung der Pocken zum Zweck der Seuchenbekämpfung. In seinen Schriften forderte er eine gesundheitliche Überwachung und gesundheitliche Aufklärung der Bevölkerung sowie die Kontrolle des Apothekerwesens. Für Ideen einer umfassenden staatlichen gesundheitlichen Daseinsvorsorge prägte er im Jahr 1764 den Begriff der Medicinischen Policey, den wenige Jahre nach Raus Tod Johann Peter Frank im Titel seines Standardwerks zu diesem Thema nutzte. Ferner verfasste Rau eine Beschreibung des Rötelbads bei Geislingen.
Am 17. Januar 1756 wurde er mit dem akademischen Beinamen Serapion III. zum Mitglied (Matrikel-Nr. 606) der Leopoldina
und im Jahr 1759 wurde er zum Mitglied der Bayerischen Akademie der Wissenschaften gewählt. Die Stadt Geislingen an der Steige ehrt ihn mit dem Dr.-Rau-Weg.